# Oh! (bài hát của Girls' Generation)
"Oh!"  là bài hát chủ đề từ album phòng thu thứ hai của nhóm nhạc nữ Hàn Quốc Girls' Generation, được phát hành trực tuyến vào ngày 25 tháng 1 năm 2010. Bài hát đạt vị trí thứ nhất trên nhiều bảng xếp hạng, đồng thời giành chiến thắng tất cả mười lần trên các chương trình âm nhạc Music Bank và Inkigayo. "Oh!" là bài hát được tải về nhiều thứ hai trong năm 2010 tại Hàn Quốc và đứng ở vị trí thứ 4 trong top 10 bài hát trên bảng xếp hạng nhạc số cuối năm 2010 của Gaon.
Năm 2012, Girls' Generation phát hành một phiên bản tiếng Nhật của "Oh!" với vai trò là đĩa đơn thứ hai từ album phòng thu tiếng Nhật thứ hai của nhóm. Phiên bản này đạt vị trí thứ nhất trên các bảng xếp hạng nhạc số hàng ngày và hàng tuần của Oricon cũng như bảng xếp hạng Japan Hot 100.

## Phát hành
Ngày 25 tháng 1 năm 2010, Girls' Generation phát hành "Oh!" trên các trang web âm nhạc Hàn Quốc với vai trò là bài hát chủ đề cho album phòng thu thứ hai cùng tên của nhóm, ba ngày trước khi album được phát hành.
Ngày 10 tháng 8 năm 2012, Girls' Generation được công bố là sẽ phát hành đĩa đơn tiếng Nhật tiếp theo sau "Paparazzi" và bắt đầu cho phép đặt trước mặc dù tên bài hát vẫn chưa được tiết lộ. Đĩa đơn này được công bố là phiên bản tiếng Nhật của "Oh!" vào ngày 10 tháng 9, và video âm nhạc của bài hát được ra mắt vào ngày 14 tháng 9 năm 2012.

## Quảng bá
Girls' Generation biểu diễn "Oh!" lần đầu tiên vào ngày 30 tháng 1 năm 2010 trên Show! Music Core, và sau đó tiếp tục biểu diễn bài hát trên các chương trình âm nhạc Hàn Quốc khác.
Tại Nhật Bản, Girls' Generation biểu diễn phiên bản tiếng Nhật của "Oh!" và "All My Love Is for You" trên nhiều chương trình truyền hình âm nhạc, bao gồm Hey! Hey! Hey! Music Champ, Count Down TV, Music Japan và Music Lovers, vào cuối tháng 9 năm 2012.

## Video âm nhạc

### "Oh!" (phiên bản tiếng Nhật)

Video âm nhạc của "Oh!" lấy bối cảnh trong một ký túc xá

Video âm nhạc của "Oh!" có nhiều điểm tương đồng với phiên bản tiếng Hàn, tuy nhiên, thay vì lấy bối cảnh trường trung học, trong video này các thành viên có vẻ như đã lên đại học, thể hiện sự trưởng thành của họ. Video bắt đầu với cảnh một ký túc xá, Jessica đang chơi đàn Ukulele, Hyoyeon và Seohyun đang oẳn tù tì còn các thành viên khác thì đang đọc sách. Sau đó máy quay tập trung vào một chiếc áo khoác in dòng chữ "Girls' Generation" cũng như một chiếc mũ bảo hiểm bóng bấu dục với hai chữ "GG" được in một bên. Tiếp đó video chuyển sang cảnh Tiffany hô "Go!" và các thành viên nhanh chóng chạy sang một phòng thay đồ màu đỏ nơi họ bắt đầu biểu diễn bài hát. Video chuyển cảnh giữa địa điểm này với một sân vận động, cũng như những cảnh quay cận cảnh của mỗi thành viên trong trang phục đội cổ vũ. Video kết thúc với cảnh các thành viên quay trở lại ký túc xá và cởi bỏ áo khoác. Taeyeon tiến lại gần máy quay và phủ áo khoác của mình lên màn hình. Cảnh quay cuối cùng bao gồm cảnh ký túc xá trống và bức ảnh treo tường của nhóm.

### "All My Love Is for You"

Các thành viên thể hiện "All My Love Is for You" trước máy quay

Video này dài 4 phút 6 giây, bắt đầu bằng cảnh các thành viên bước vào một căn hộ trống. YoonA là người đầu tiên xuất hiện, tiếp đó là cảnh Tiffany đang ngồi trên một chiếc bàn, Taeyeon đang dựa vào tường, Sooyoung đang ngồi trên một chiếc ghế, Jessica và Sunny đang trò chuyện, Hyoyeon đang mỉm cười với Tiffany còn Yuri và Seohyun thì đứng cạnh nhau bên một khung cửa sổ. Sau đó Jessica và Sunny cúi xuống buộc dây giày để chuẩn bị nhảy. Các thành viên bắt đầu luyện tập trong khi Taeyeon ngồi vẽ họ. Đến đoạn điệp khúc, họ ngồi trên một dàn giáo để thể hiện bài hát về phía máy quay. Bức tranh Taeyeon đang vẽ biến thành cảnh các thành viên ngồi trong một căn phòng màu hồng với những trang phục đầy màu sắc. Ở điệp khúc cuối cùng, cả nhóm xuất hiện trước một tấm gương và thể hiện bài hát về phía máy quay, cũng như cảnh Taeyeon hoàn thành bức tranh của mình và các thành viên luyện tập vũ đạo của "The Boys". Video kết thúc với cảnh các thành viên rời khỏi căn hộ.

## Doanh số
Tại Nhật Bản, "Oh!" tiếp tục thành công của đĩa đơn trước đó và đạt những thứ hạng cao trên các bảng xếp hạng âm nhạc tại Nhật, bao gồm vị trí đầu bảng trên các bảng xếp hạng Top Songs và Top Singles của iTunes Nhật Bản cũng như bảng xếp hạng đĩa đơn hàng ngày của Oricon với gần 29.666 bản trong ngày đầu tiên. Sau đó, đĩa đơn tiếp tục dẫn đầu bảng xếp hạng đĩa đơn hàng tuần của Oricon với gần 66.000 bản trong tuần đầu tiên. Mặc dù chỉ được tính doanh số trong một tuần, "Oh!" vẫn lọt vào top 10 của bảng xếp hạng đĩa đơn hàng tháng của Oricon ở vị trí thứ 8. Đĩa đơn này cũng đạt được vị trí thứ nhất trên các bảng xếp hạng Hot 100 và Hot Single Sales của Billboard Japan. "All My Love Is for You" đạt thứ hạng cao nhất ở vị trí thứ 21 trên bảng xếp hạng Japan Hot 100.

## Danh sách bài hát
| CD thông thường và tải về | CD thông thường và tải về    | CD thông thường và tải về                                     | CD thông thường và tải về | CD thông thường và tải về |
| STT                       | Nhan đề                      | Sáng tác                                                      | Sản xuất                  | Thời lượng                |
| ------------------------- | ---------------------------- | ------------------------------------------------------------- | ------------------------- | ------------------------- |
| 1.                        | "Oh!" (phiên bản tiếng Nhật) | Nozomi Maezawa, Kim Jungbae, Kim Younghu, Kenzie              | Kenzie                    | 3:12                      |
| 2.                        | "All My Love Is for You"     | Junji Ishiwatari, Sebastian Thott, Didrik Thott, Robin Lerner | Sebastian Thott           | 3:44                      |
| Tổng thời lượng:          | Tổng thời lượng:             | Tổng thời lượng:                                              | Tổng thời lượng:          | 6:57                      |

| CD giới hạn và DVD | CD giới hạn và DVD                       | CD giới hạn và DVD                                            | CD giới hạn và DVD | CD giới hạn và DVD |
| STT                | Nhan đề                                  | Sáng tác                                                      | Sản xuất           | Thời lượng         |
| ------------------ | ---------------------------------------- | ------------------------------------------------------------- | ------------------ | ------------------ |
| 1.                 | "Oh!" (phiên bản tiếng Nhật)             | Nozomi Maezawa, Kim Jungbae, Kim Younghu, Kenzie              | Kenzie             | 3:12               |
| 2.                 | "All My Love Is for You"                 | Junji Ishiwatari, Sebastian Thott, Didrik Thott, Robin Lerner | Sebastian Thott    | 3:44               |
| 3.                 | "All My Love Is for You" (video âm nhạc) |                                                               |                    | 4:06               |

## Bảng xếp hạng
| Bảng xếp hạng (2010)              | Thứ hạng cao nhất |
| --------------------------------- | ----------------- |
| Đĩa đơn Hàn Quốc hàng tuần (Gaon) | 1                 |
| Đĩa đơn Hàn Quốc cuối năm (Gaon)  | 5                 |

| Bảng xếp hạng (2012)                  | Thứ hạng cao nhất |
| ------------------------------------- | ----------------- |
| Đĩa đơn tiếng Nhật hàng tuần (Oricon) | 1                 |
| Đĩa đơn tiếng Nhật cuối năm (Oricon)  | 92                |
| Japan Hot 100 (Billboard)             | 1                 |

## Lịch sử phát hành
| Khu vực  | Phiên bản  | Ngày                | Định dạng  | Hãng đĩa                            |
| -------- | ---------- | ------------------- | ---------- | ----------------------------------- |
| Hàn Quốc | Tiếng Hàn  | 25 tháng 1 năm 2010 | Tải về     | SM Entertainment, KMP Holdings      |
| Nhật Bản | Tiếng Nhật | 26 tháng 9 năm 2012 | CD, tải về | Universal Music, Nayutawave Records |
| Thế giới | Tiếng Nhật | 26 tháng 9 năm 2012 | Tải về     | Universal Music                     |
| Đài Loan | Tiếng Nhật | 5 tháng 10 năm 2012 | CD         | Universal Music Taiwan              |